# Rund um Köln 2024
Il Rund um Köln 2024, centoseiesima edizione della corsa e valevole come evento dell'UCI Europe Tour 2024 categoria 1.1, si svolse il 26 maggio 2024 su un percorso di 194,8 km, con partenza e arrivo a Colonia, in Germania. La vittoria fu appannaggio dell'olandese Casper van Uden, il quale completò il percorso in 4h21'55", alla media di 44,625 km/h, precedendo l'eritreo Biniam Girmay e il belga Louis Blouwe.
Sul traguardo di Colonia 130 ciclisti, dei 155 partiti dalla medesima località, portarono a termine la competizione.

## Squadre e corridori partecipanti
| N.      | Cod. | Squadra                   |
| ------- | ---- | ------------------------- |
| 1-7     | BOH  | Bora-Hansgrohe            |
| 11-17   | GER  | Germania                  |
| 21-27   | ADC  | Alpecin-Deceuninck        |
| 31-37   | ARK  | Arkéa-B&B Hotels          |
| 41-47   | IWA  | Intermarché-Wanty         |
| 51-57   | DFP  | Team DSM-Firmenich PostNL |
| 61-67   | TVL  | Team Visma-Lease a Bike   |
| 71-77   | BWB  | Bingoal WB                |
| 81-87   | CJR  | Caja Rural-Seguros RGA    |
| 91-97   | LTD  | Lotto Dstny               |
| 101-107 | Q36  | Q36.5 Pro Cycling Team    |
| 111-117 | TDT  | TDT-Unibet Cycling Team   |

| N.      | Cod. | Squadra                       |
| ------- | ---- | ----------------------------- |
| 121-127 | TFB  | Team Flanders-Baloise         |
| 132-137 | UXM  | Uno-X Mobility                |
| 141-147 | BAI  | Bike Aid                      |
| 151-157 | PBS  | Maloja Pushbikers             |
| 161-167 | MCT  | MyVelo Pro Cycling Team       |
| 171-177 | PUS  | P&S Metalltechnik Benotti     |
| 182-187 | RNO  | Rad-Net Oßwald                |
| 191-197 | SVL  | Rembe Cycling Team Sauerland  |
| 201-207 | SWT  | Santic-Wibatech               |
| 211-217 | LKH  | Team Lotto Kern-Haus PSD Bank |
| 221-227 | TSM  | Team Storck-Metropol Cycling  |
| 231-237 | VBG  | Team Vorarlberg               |

## Ordine d'arrivo (Top 10)
| Pos. | Corridore        | Squadra     | Tempo    |
| ---- | ---------------- | ----------- | -------- |
| 1    | Casper van Uden  | DSM         | 4h21'55" |
| 2    | Biniam Girmay    | Intermarché | s.t.     |
| 3    | Louis Blouwe     | Bingoal     | s.t.     |
| 4    | Lionel Taminiaux | Lotto       | s.t.     |
| 5    | Pascal Ackermann | Germania    | s.t.     |
| 6    | Matthew Brennan  | Visma       | s.t.     |
| 7    | Amaury Capiot    | Arkéa       | s.t.     |
| 8    | Tord Gudmestad   | Uno-X       | s.t.     |
| 9    | Loe van Belle    | DSM         | s.t.     |
| 10   | Fabio Christen   | Q36.5       | s.t.     |